# Bigues i Riells del Fai
Bigues i Riells del Fai és un municipi a la comarca del Vallès Oriental, amb capital actualment a Bigues (al segle xix la capitalitat municipal era a Riells del Fai). Està format pels pobles de Bigues i Riells del Fai, al qual només s'hi pot accedir per la carretera BV-1483, i un munt d'urbanitzacions, de segona residència. Els dos pobles havien tingut ajuntaments separats, però des de mitjan segle xix estan integrats en el mateix terme municipal, així com l'antiga parròquia rural de Sant Mateu de Montbui.
Tanmateix, des del punt de vista eclesiàstic, pertanyen a dues unitats diferents: les parròquies de Sant Pere de Bigues i Sant Mateu de Montbui, actualment desapareguda com a parròquia, pertanyien al bisbat de Barcelona, ara de Terrassa, a l'arxiprestat de Montbui i Puiggraciós, i la de Sant Vicenç de Riells, al Bisbat de Vic, dins de l'arxiprestat del Moianès.
El terme de Bigues i Riells del Fai està situat a banda i banda del riu Tenes, al lloc on aquest riu abandona la zona muntanyosa inicial, al Moianès, i comença a discórrer per la plana del Vallès.
Pertany al terme municipal de Bigues i Riells del Fai l'antic monestir benedictí de Sant Miquel del Fai, que, tanmateix, té l'accés per carretera des de Sant Feliu de Codines (BV-1485).

## Geografia
- Llista de topònims de Bigues i Riells del Fai (Orografia: muntanyes, serres, collades, indrets..; hidrografia: rius, fonts...; edificis: cases, masies, esglésies, etc).

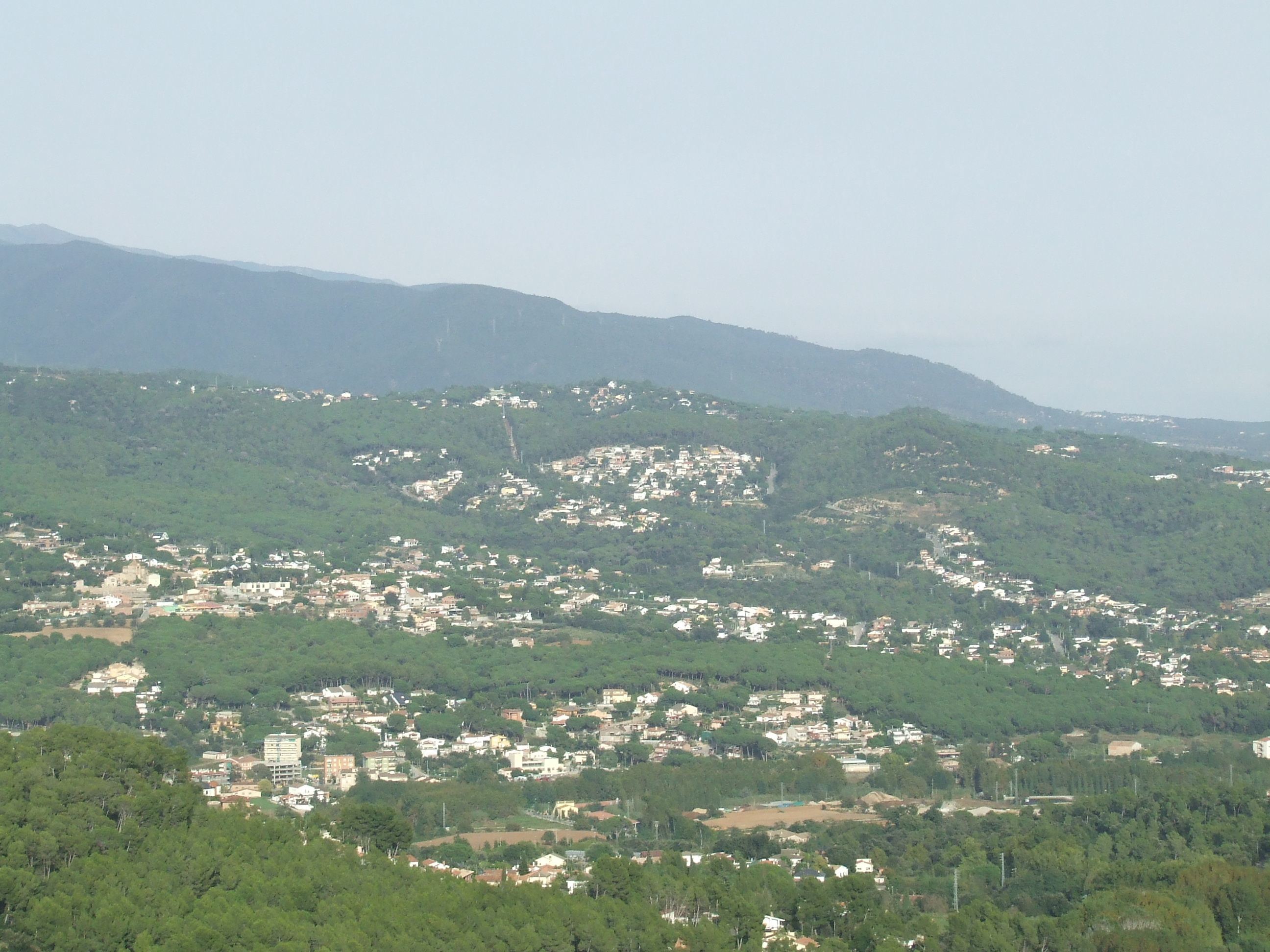
Aspecte actual del terme de Bigues i Riells del Fai

Aquest terme municipal és al sector nord-oest de la seva comarca, i està envoltat totalment per termes municipals del Vallès Oriental, excepció feta del límit nord, Sant Quirze Safaja, que ja pertany al Moianès.
Termes municipals limítrofs:
| Sant Feliu de Codines    | Sant Quirze Safaja       | El Figueró i Montmany |
| Caldes de Montbui        |                          | L'Ametlla del Vallès  |
| Santa Eulàlia de Ronçana | Santa Eulàlia de Ronçana | L'Ametlla del Vallès  |

El Tenes constitueix l'eix vertebral del terme, que travessa de nord-oest a sud-est. El límit nord del municipi és fàcilment identificable pels Cingles de Bertí, mentre que els cingles del Perer i del Fitor dibuixen el límit pel sector nord-occidental. El Puiggraciós, amb 808,8 metres i contrafort del Cingles de Bertí, és el punt més elevat del municipi.
Tres són les unitats bàsiques que formen el terme municipal de Bigues i Riells del Fai: el territori del poble de Bigues, el del de Riells del Fai i el de l'antiga parròquia de Sant Mateu de Montbui, agrupada, la darrera, ja des d'antic, dins del de Bigues.
El creixement de Bigues i Riells del Fai en el darrer terç del segle xx i primers anys del XXI ha convertit un terme municipal format per un poble, Riells del Fai, i dues poblacions rurals d'hàbitat dispers, Bigues i Sant Mateu de Montbui, en una amalgama d'urbanitzacions, entre les quals el Rieral de Bigues, que a la pràctica exerceix de poble principal del terme i que ha crescut al llarg de la carretera BP-1432, que vertebra el municipi a nivell de comunicacions. Aquestes urbanitzacions venen a funcionar com a barris o ravals. L'antiguitat de la pèrdua de la categoria parroquial de Sant Mateu de Montbui, a més, ha fet que el territori antic d'aquesta parròquia quedi assimilat al de Bigues. No és així a Riells del Fai, que manté la seva personalitat pròpia, sentit de territorialitat inclòs.
| Entitat de població  | Habitants (2024) |
| el Rieral de Bigues  | 1.765            |
| Can Barri            | 1.229            |
| Riells del Fai       | 910              |
| Can Regassol         | 906              |
| Castell-Montbui      | 821              |
| la Font del Bou      | 749              |
| els Saulons d'en Déu | 695              |
| Font Granada         | 574              |
| Can Traver           | 508              |
| el Turó              | 434              |
| Can Carreres         | 352              |
| els Manantials       | 293              |
| la Pineda            | 240              |
| Can Febrera          | 229              |
| Diamant del Vallès   | 134              |
| el Racó del Bosc     | 110              |
| Vallroja i el Pla    | 86               |
| Font: Idescat        |                  |

### Altres topònims

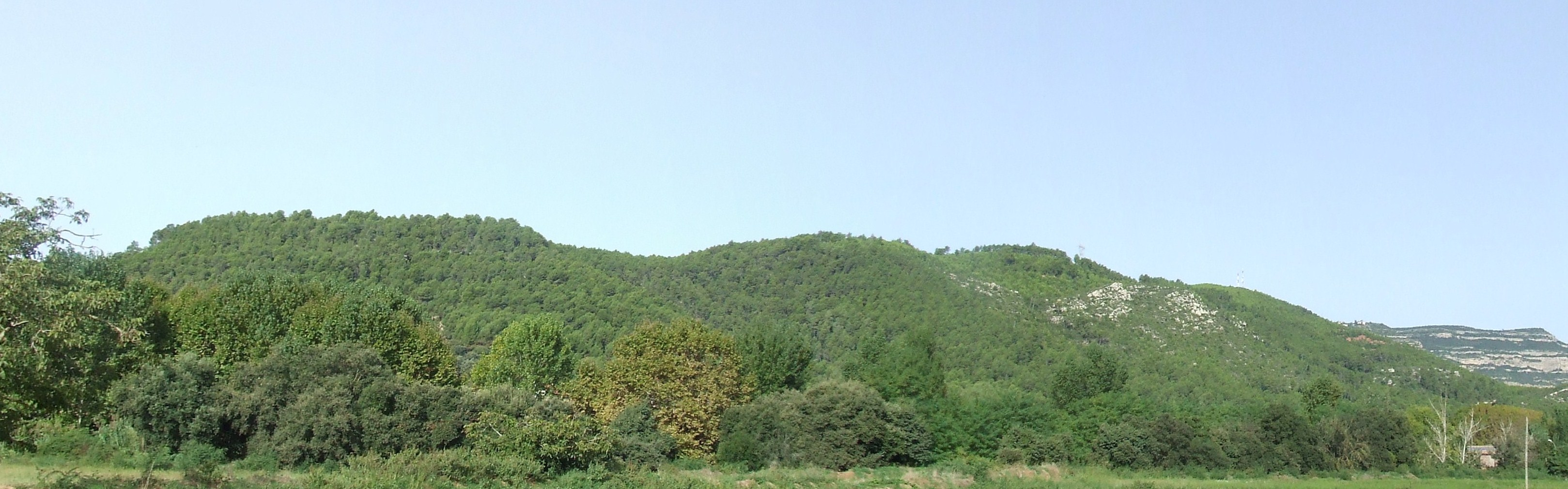
La Costa de Can Noguera, des de la masia d'aquest mateix nom

Costa Xica és una costa de muntanya que separa les dues unitats territorials del terme, les dels pobles de Bigues i de Riells del Fai. Es tracta de la costa que des del turó dels Tres Termes davalla cap a llevant, en direcció a Bigues. Queda a ponent de Can Noguera i al sud-oest de Can Margarit. Té continuïtat a migdia per la Costa Alta, i totes dues formen la Costa de Can Noguera. Es tracta d'un topònim romànic modern, a causa de la comparació amb la propera Costa de Can Noguera, o Costa Alta, més extensa.
Costa Alta o Costa de Can Noguera és una costa de muntanya en territori del poble de Bigues. És a ponent de Can Noguera, en el vessant sud-oriental del turó dels Tres Termes. És a migdia de la Costa Xica. Conjuntament amb aquesta altra costa, forma la Costa de Can Noguera. També hi ha La Baliarda, una masia localitzada al sud-oest del Rieral de Bigues, a l'esquerra del Tenes, davant i al nord de Can Segimon. És al capdavall del carrer de la Baliarda, a tocar del riu.

## Demografia
| 1497 f | 1515 f | 1553 f | 1717 | 1787 | 1857  | 1877 | 1887 | 1900 | 1910 |
| ------ | ------ | ------ | ---- | ---- | ----- | ---- | ---- | ---- | ---- |
| 45     | 37     | 57     | 550  | 910  | 1.069 | 946  | 924  | 908  | 913  |

| 1920 | 1930 | 1940 | 1950  | 1960  | 1970  | 1981  | 1990  | 1992  | 1994  |
| ---- | ---- | ---- | ----- | ----- | ----- | ----- | ----- | ----- | ----- |
| 884  | 913  | 978  | 1.042 | 1.004 | 1.214 | 1.467 | 2.643 | 2.974 | 2.974 |

| 1996  | 1998  | 2000  | 2002  | 2004  | 2006  | 2008  | 2010  | 2012  | 2014  |
| ----- | ----- | ----- | ----- | ----- | ----- | ----- | ----- | ----- | ----- |
| 3.969 | 4.629 | 5.436 | 6.032 | 6.636 | 7.564 | 8.191 | 8.664 | 8.781 | 8.854 |

| 2016  | 2018  | 2020  | 2022  | 2024   | 2026 | 2028 | 2030 | 2032 | 2034 |
| ----- | ----- | ----- | ----- | ------ | ---- | ---- | ---- | ---- | ---- |
| 8.915 | 9.003 | 9.358 | 9.757 | 10.036 | -    | -    | -    | -    | -    |

El primer cens és del 1857 després de la fusió de Bigues, Riells del Fai i Sant Mateu de Montbui. Les dades anteriors són la suma dels antics municipis.

## Història

### Antiga, medieval i moderna
El terme de Bigues té els seus orígens en la baronia de Montbui. Amb seu al Castell de Montbui, aquesta baronia s'estenia, almenys, pels actuals termes municipals de l'Ametlla del Vallès, Bigues i Riells del Fai, Caldes de Montbui, Lliçà d'Amunt, Santa Eulàlia de Ronçana i Sant Feliu de Codines. Vuit eren les parròquies que es trobaven íntegrament dins d'aquesta baronia: Sant Genís de l'Ametlla, Sant Pere de Bigues, Sant Feliu de Codines, Sant Julià de Lliçà d'Amunt, Sant Mateu de Montbui, Sant Esteve de Palaudàries, Sant Vicenç de Riells i Santa Eulàlia de Ronçana. A més, també comprenia una part de la parròquia de Santa Maria de Caldes de Montbui, l'alou de Sant Miquel del Fai i els termes de Sant Sebastià de Montmajor, Sant Bartomeu de Mont-ras, Santa Justa i Santa Rufina.
Les terres de la baronia es mantingueren unides fins al 1799, any en què se'n separà Sant Feliu de Codines. Poc després, a partir del 1812, es crearen els ajuntaments de l'Ametlla del Vallès, Bigues, Caldes de Montbui, Lliçà d'Amunt, Palaudàries, Riells del Fai, Santa Eulàlia de Ronçana, Sant Mateu de Montbui i Sant Sebastià de Montmajor, alguns dels quals s'hagueren de tornar a unir el 1847, pel fet de no arribar a la xifra de 30 caps de casa, mínim obligatori establert aquell any. És el cas de Bigues, Riells del Fai i Sant Mateu de Montbui, que s'uniren en l'actual terme de Bigues i Riells del Fai, anomenat en un primer moment senzillament Bigues (Bigas, en la grafia de l'època, pre-normativa).

### Contemporània
A principis del segle xx, Cels Gomis diu sobre Bigues, textualment, el següent: L'ajuntament d'aquest municipi se reuneix a Riells del Fay y està format per les següents entitats: lo poble de Bigues, los caserius de Riells, lo Picardell, lo Plà del Vermell, Sant Matéu de Montbuy, La Torre y La Vall Blanca de Riells y 185 cases escampades, reunint un total de 263 edificis amb 908 habitants de fet i 899 de dret.

## L'Ajuntament

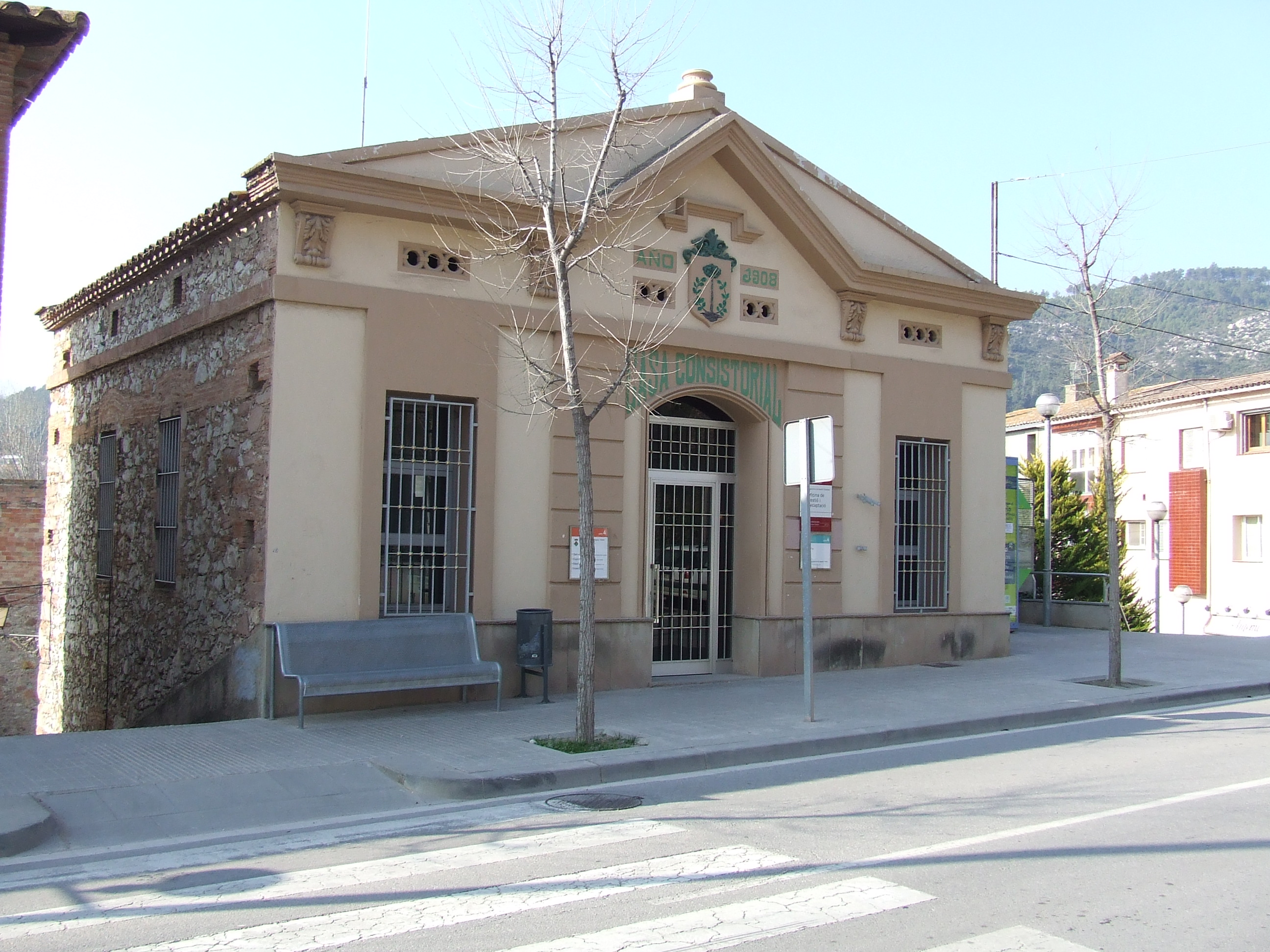
La Casa de Vila vella, actualment seu del Jutjat de Pau i altres dependències municipals

L'ajuntament de Bigues (també Bigas abans d'aplicar els criteris de normalització lingüística del català) existeix, amb l'extensió actual, des del 1835 època en què es constitueixen els ajuntaments tal com existeixen avui. Fins al 1980 s'anomenava, simplement, Bigues. El 1980 adoptà el nom compost de Bigues i Riells, i el 2021, el nom complet de Bigues i Riells del Fai.
En documents anteriors al 1800 consten com a tres universitats independents (Universitat era el nom que, durant l'Edat moderna, s'aplicava a la unitat territorial equivalent als actuals municipis. Així, en documents notarials dels segles XVI, XVII i xviii, tant apareix documentada la Universitat de Bigues, amb el seu batlle i els reus regidors (i altres càrrecs públics) com la Universitat de Riells i la Universitat de Sant Mateu de Montbui. El que sol variar és el complement que s'aplica a Riells: del Fai o Fay (en algun cas, Fall), de Sant Miquel del Fai, entre d'altres.
Quan s'aplicaren les reformes emanades de la Constitució de Cadis, a partir del 1812, es donà peu a la constitució de municipis a partir de les antigues universitats, i en un primer moment es crearen els tres ajuntaments corresponents a les tres universitats esmentades. Ara bé, les reformes en l'organització municipal esdevingudes a partir del 1845 portaren a unificar els municipis de poca població entre ells, o a agregar-los a un de més gran. El límit fou l'existència de 30 caps de casa; si n'hi havia menys, era obligatòria l'agregació o la unificació amb un altre, o diversos, en les mateixes circumstàncies. Així, Sant Mateu de Montbui es veié impel·lit a unir-se, forçosament, a Bigues. El cas de Riells del Fai és de més difícil explicació, ja que sí que tenia més d'una trentena de caps de família, però el 1847 fou agregat també a Bigues, amb aquest nom com a municipi i, en canvi, amb capitalitat municipal a Riells del Fai.

### Alcaldes
Les persones que han ocupat la presidència de l'ajuntament, amb el càrrec d'alcalde, són les següents:
| - Restauració: - Joan Torroella i Puigdomènech (1897 - 1902) - Genís Valls I Pujol (1902 - 1904) - Martí Viaplana i Serra (1904 - 1906) - Miquel Viaplana i Oliver (1906 - 1909) - Josep Bachs i Margartit (1909 - 1910) - Joan Coll i Vila (1910 - 1912) - Josep Camp i Noguera (1912 - 1914) - Francesc Codina i Plans (1914 - 1916) - Josep Camp i Noguera (1916 - 1920) - Miquel Garriga i Vilà (1920 - 1923) | - Dictadura del general Primo de Rivera: - Josep Gol i Canals (1923 - 1930) - Mateu Font i Uyà (1930 - 1931) - Antoni Arisa i Domènech (1931 - 1932) - II República i Guerra Civil: - Antoni Arisa i Domènech (1932 - 1933) - Joan Flaqué i Riera (1933 - 1934) - Miquel Alemany i Roure (1934 - 1936) - Llorenç Matas i Grivé (1936 - 1939) | - Dictadura del general Franco: - Joan Garriga i Vila (1939 - 1940) - Jaume Vila i Roca (1940 - 1946) - Josep Viaplana i Bachs (1946 - 1953) - Francesc Garolera i Canals (1953 - 1964) - Isidre Prat i Bachs (1964 - 1976) - Miquel Bosch i Valls (1976 - 1979) - Transició democràtica i actualitat: - Miquel Bosch i Valls (1979 - 1992) - Josep Maria Pastallé i Cañadell (1992 - 2007) - Elena Argemí i Morral (2007 - 2009) - Joan Moreno i León (2009 - 2011) - Joan Vila i Massagué (2011 - 2015) - Joan Josep Galiano i Peralta (2015 -) |

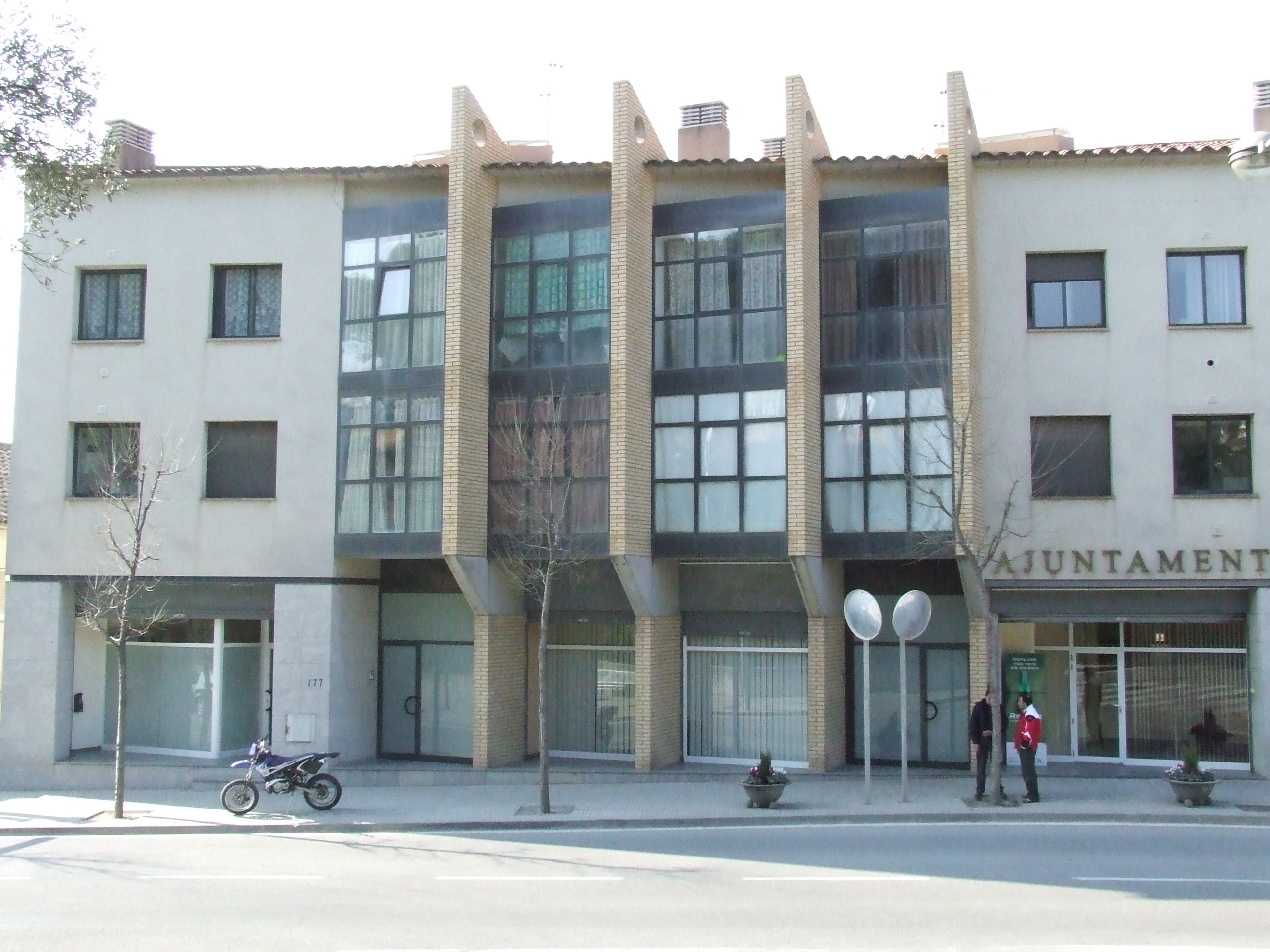
Modern edifici de la Casa de la Vila de Bigues i Riells del Fai

### Legislatura 2019-23
| Candidatura | Candidatura   | Cap de llista                | Vots  | Regidors | % vots |
| ----------- | ------------- | ---------------------------- | ----- | -------- | ------ |
|             | ERC-I-AM      | Joan Josep Galiano i Peralta | 2.473 | 9        | 56,51  |
|             | PSC-BIRSIP-CP | Joan Moreno León             | 761   | 2        | 17,39  |
|             | C's           | Félix Pardo Novo             | 355   | 1        | 8,11   |
|             | AGBiR         | Joan Vila i Massagué         | 340   | 1        | 7,77   |
|             | JxCat         | Neus Bou Castro              | 229   | 0        | 5,23   |
|             | PP            | José Manuel Alcaraz Romero   | 100   | 0        | 2,29   |
|             | Contigo       | José María Morcuende Jiménez | 72    | 0        | 1,65   |
| Total       | Total         | 4.376                        | 4.376 | 13       |        |

- Joan Josep Galiano i Peralta (ERC-I-AM), alcalde
- María Teres Escobar Gomera (ERC-I-AM), regidora
- Josep Anton Tripiana Rivas (ERC-I-AM), regidor
- Antoni Verdugo i Pérez (ERC-I-AM), regidor
- Eva Marínez Olombrada (ERC-I-AM), regidora
- Jesús Cano Sánchez (ERC-I-AM), regidor
- Margarida Fontcuberta i Tura (ERC-I-AM), regidora
- Francisco Javier Torre-Marín Rodríguez (ERC-I-AM), regidor
- Nico Mayolas i Sebastián (ERC-I-AM), primer regidor trans de Catalunya en equip de govern
- Joan Moreno León (PSC), regidor
- Félix Pardo Novo (C's), regidor
- Joan Vila Massagué (AGBiR), regidor
- José Gómez Tornero (no adscrit), regidor.

## Educació
El 2010 el terme de Bigues i Riells del Fai disposa d'una escola bressol, de dues escoles de primària i d'una de secundària, totes quatre situades a Bigues. L'escola bressol, denominada La Puput és al turó de la Parròquia de Bigues. L'escola infantil tradicional del poble es va ampliar, reconvertida en CEIP El Turó, a la qual en els darrers anys s'ha afegit una segona escola del mateix nivell, el CEIP El Colomer. Des del 2003, a més, hi ha a Bigues un institut de secundària, l'Institut Maria de Bell-lloc, denominat així en memòria de l'escriptora Maria del Pilar Maspons i Labrós, descendent de Can Masponç, una de les masies tradicionals i importants de Bigues.

## Personatges il·lustres

### La saga dels Maspons
De la casa pairal de Can Masponç provenen quatre de les personalitats més destacades de Bigues i Riells del Fai.
Tres germans de l'època de la Reinaxença van ser personalitats destacades en els seus àmbits:
- Francesc de Sales Maspons i Labrós (1840-1901), doctorat en dret, fou notari (degà del col·legi notarial de Barcelona), folklorista (presidí els Jocs Florals de Barcelona) i excursionista (presidí l'Associació d'Excursions Catalana i el Centre Excursionista de Catalunya).[10]
- Marià Maspons i Labrós (1840-1885), llicenciat en dret, fou polític (diputat al Congrés dels Diputats) i advocat (directiu de l'Acadèmia de Jurisprudència i Legislació de Catalunya).[11]
- Maria del Pilar Maspons i Labrós (1841-1907), més coneguda pel pseudònim de Maria de Bell-lloc, folklorista, fou una de les primeres escriptores en llengua catalana i l'autora de la primera novel·la publicada per una dona a la literatura catalana contemporània: Vigatans i botiflers.[12]

Francesc de Paula Maspons i Anglesell (1872-1966), fill de Francesc de Sales Maspons i Labrós, fou un destacat jurista (president de l'Acadèmia de Jurisprudència i Legislació de Catalunya i membre comitè assessor de les minories nacionals de la Societat de Nacions) i excursionista (president del Centre Excursionista de Catalunya i de la Federació d'Entitats Excursionistes de Catalunya).

### Altres personatges
Fill del municipi, l'artista Ferran Capdevila i Argemí (1943) destaca en el camp de l'escultura, en el que ha realitzat diverses col·leccions i bona part de les escultures que es troben a les rotondes i parcs del municipi porten la seva firma. Pau Joan Hernández i Fuenmayor (1967) és un reconegut escriptor, traductor i crític literari que està establert al municipi des de 1995. La família paterna d'Enric Prat de la Riba (1870-1917) procedia de Can Prat de la Riba, de Bigues. Esteve Canals i Guerau, nascut a Riells del Fai (aleshores Sant Vicenç de Riells), fou el fundador de la primera fàbrica d'indianes a Barcelona l'any 1738.